# Lars Ulstadius

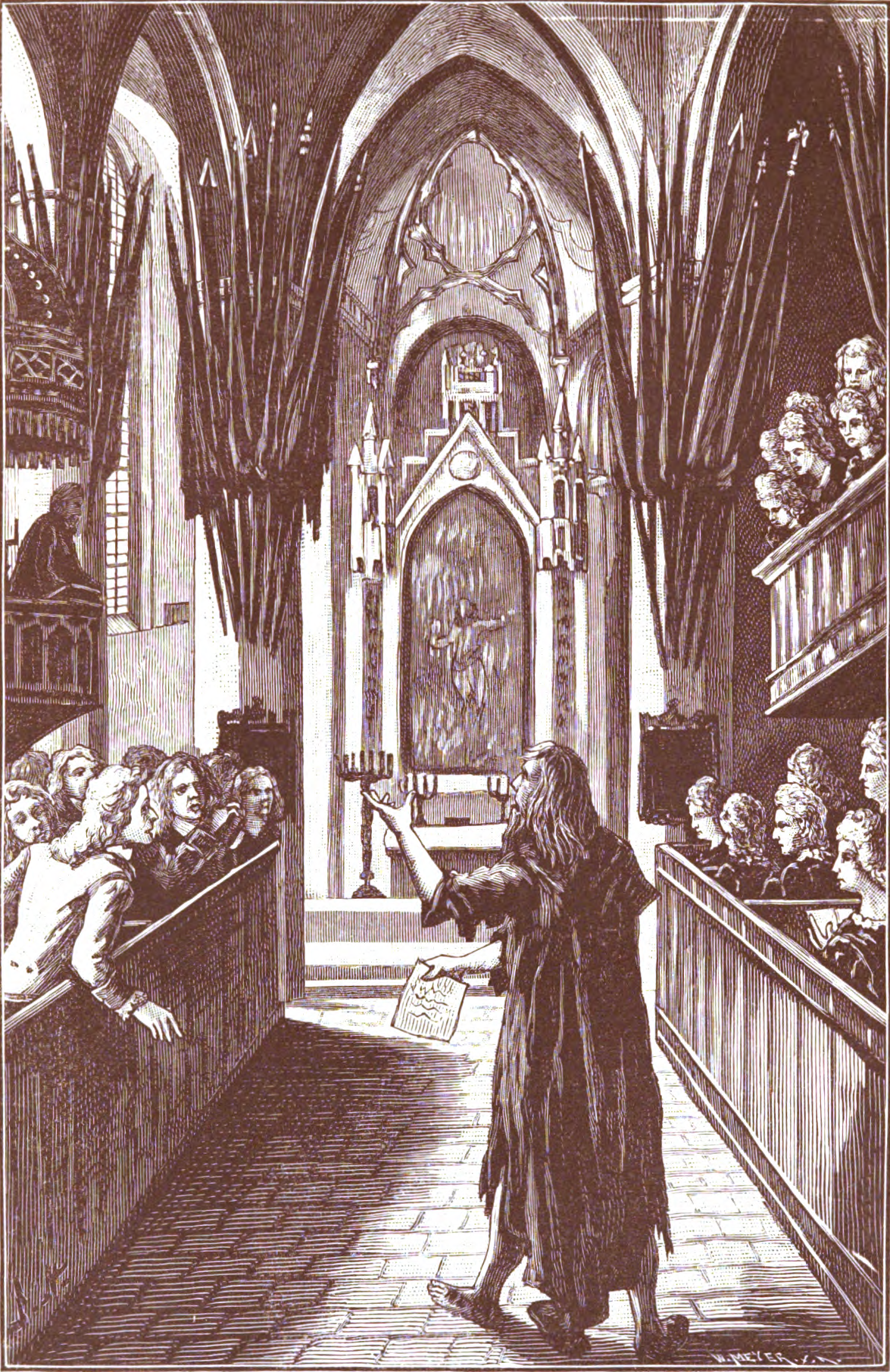
Lars Ulstadius

Lars Ulstadius (latinisiert auch Laurentius; finnisch Lauri) (* um 1650 in der Landschaft Österbotten; † 6. Oktober 1732 in Stockholm) war ein schwedisch-finnischer lutherischer Geistlicher und radikaler Pietist.

## Leben
Ulstadius war ein Sohn des Pfarrers von Ii, Anders Ulstadius, und dessen Frau Maria Lithovius. Nach dem Studium an den Universitäten Uppsala und Turku wurde er 1680 ordiniert. Anschließend arbeitete er als Lehrer an der Trivialschule in Oulu. Als ihm 1682 eine Beförderung auf eine Pfarrstelle abgeschlagen wurde, löste dies eine Depression aus, in deren Folge Ulstadius seinen Beruf aufgab und nach Turku zog. Dort las er in einem Kreis Gleichgesinnter wie den Studenten Peter Schaefer (ca. 1660–1729) und Olaus Ulhegius Schriften von Vertretern des mystischen Spiritualismus wie Kaspar Schwenckfeld, Valentin Weigel und Jakob Böhme.
Hierdurch zum Zweifel an der lutherischen Lehre bewegt, richtete er am 22. Juli 1688 bei einem Gottesdienst im Dom von Turku scharfe Angriffe gegen den Prediger und die lutherische Staatskirche insgesamt. Wenige Tage später wurde er gefangen genommen und 1689 gemeinsam mit seinen Freunden vor Gericht gestellt. Auf Betreiben von Bischof Johannes Gezelius dem Jüngeren wurden alle drei zu mehrjährigen Gefängnisstrafen verurteilt. Schaefer und Ulhegius kamen nach einem Widerruf 1692 frei, während der an seiner Kirchenkritik festhaltende Ulstadius zunächst zum Tode verurteilt wurde. 1693 wurde die Strafe in lebenslange Haft umgewandelt und Ulstadius in das berüchtigte Gefängnis „Smedjegården“ in Stockholm verlegt. Eine Begnadigung anlässlich der Krönung von Königin Ulrika Eleonore 1719 lehnte er ab, weil er einen Freispruch verlangte. Er konnte aber in den letzten Jahren Besucher empfangen und inspirierte die pietistische Bewegung in Stockholm um Sven Rosén. Nach über 40 Jahren in Gefangenschaft starb er als 82-Jähriger.

## Wirkung
Ulstadius wurde schon zu Lebzeiten als pietistischer Märtyrer angesehen und verehrt. Gottfried Arnold widmete ihm ein Kapitel in seiner Unparteyischen Kirchen- und Ketzer-Historie (1699/1700). Ein ausführlicher Lebenslauf war in den 1755 erschienenen Nordischen Sammlungen enthalten.